# Fjellerup Østergård
Fjellerup Østergaard eller blot Østergaard ved landsbyen Fjellerup, Fjellerup Sogn, Djurs Nørre Herred, Norddjurs Kommune på Norddjursland er en avlsgård under Meilgaard, men var tidligere en selvstændig herregård. I de ældste tider gik gården i arv, men navnlig i 1700-tallet solgtes den mange gange. Blandt de mere prominente ejere var greverne Scheel på Gammel Estrup. I 1889 blev Østergaard erhvervet som enkesæde til nabogodset Meilgaard. Senere blev det forpagtergård under dette gods. 
Bygningerne på gården var meget velbevarede, hvorfor Nationalmuseet i flere omgange erhvervede dem for at flytte dem til Frilandsmuseet. En agerrumslade blev overført 1952. Stalde og portrum 1984. Senest blev hovedbygningen overført i 1995 og stod færdig i 2003 (55°47′33.02″N 12°29′45.96″Ø / 55.7925056°N 12.4961000°Ø).
Østergaards jorder hører under Meilgaard.

## Ejere af Fjellerup Østergaard
- (1486) Erik Persen Glob
- (-1535) Søren Juul (søstersøn)
- (1535- ca. 1542) Erik Juul (søn)
- (ca. 1542-1577) Axel Juul (bror)
- (1577-1602) Christoffer Mikkelsen Tornekrands (svigersøn)
- (1602-1604) Ove Juul (svoger)
- (1604-1648) Hans Juul (søn)
- (1648-1669) Morten Skinkel
- (1669-1676) Elisabeth Høg (enke)
- (1676-1683) baron Iver Juul Høg (brorsøn)
- (1683) Hille Trolle (enke)
- (1683-1695) Palle Krag (ny ægtemand)
- (1695-1699) Adam Ernst Pentz
- (1699-?) Otte Thygesen Kruse (svoger)
- (?-1718) Eva Margrethe Pentz (enke)
- (1718-1730) Henrik Weghorst
- (1730-1731) greve Christen Scheel
- (1731-1754) greve Jørgen Scheel (søn)
- (1754-1756) Jacob Adler
- (1756) Anne Lisbet Pedersdatter (enke)
- (1756-1760) Niels Hansen (ny ægtemand)
- (1760-1766) Hans Mollerup
- (1766-1770) Hans Fønss
- (1770-1773) Christian Barfod
- (1773-1781) Peder Gommesen Errebo
- (1781-1783) Simon Groth Errebo (bror)
- (1783-1784) Elisabeth Thorbjørnsen (enke)
- (1784-1795) Rasmus Christensen (ny ægtemand)
- (1795-1797) Iver Ammitzbøll
- (1797-1799) Hans Peter Ingerslev
- (1799-1804) Niels Thomsen Secher
- (1804-1827) Jørgen Mørch Secher (bror)
- (1827-1839) August Busck (svigersøn)
- (1839) P. Mørch Schmidt
- (1839-1841) N. Schou (svoger)
- (1841-1872) Johanne Schou (født Schmidt) (enke)
- (1872-1889) P. C. Schou (søn)
- (1889-1921) Niels Joachim Christian Gregers Iuel
- (1921-1941) Christian Frederik Iuel (søn)
- (1941-1959) Kate Harriet Ryan Iuel (født Treschow) (enke)
- (1959-1986) Niels Iuel (søn)
- (1986-) Michael Frederik Iuel (søn)

## Læs mere
- Wikimedia Commons har flere filer relateret til Fjellerup Østergård
- http://www.frilandsmuseet.dk/sw4642.asp Arkiveret 15. april 2007 hos  Wayback Machine

56°30′16″N 10°35′58″Ø / 56.50444°N 10.59944°Ø